# Communauté de communes de la Vallée de l’Ouve
Die Communauté de communes de la Vallée de l’Ouve ist ein ehemaliger französischer Gemeindeverband mit der Rechtsform einer Communauté de communes im Département Manche in der Region Normandie. Sie wurde am 30. Dezember 1996 gegründet und umfasste 16 Gemeinden. Der Verwaltungssitz befand sich im Ort Saint-Sauveur-le-Vicomte.

## Historische Entwicklung
Mit Wirkung vom 1. Januar 2017 fusionierte der Gemeindeverband mit
- Communauté de communes des Pieux,
- Communauté de communes de la Côte des Isles,
- Communauté de communes de Douve et Divette,
- Communauté de communes du Cœur du Cotentin,
- Communauté de communes de la Région de Montebourg,
- Communauté de communes du Val de Saire,
- Communauté de communes de Saint-Pierre-Église sowie
- Communauté de communes de la Saire

und bildete so die Nachfolgeorganisation Communauté d’agglomération du Cotentin.

## Ehemalige Mitgliedsgemeinden
1. Besneville
2. Biniville
3. Catteville
4. Crosville-sur-Douve
5. Golleville
6. Hautteville-Bocage
7. La Bonneville
8. Néhou
9. Neuville-en-Beaumont
10. Orglandes
11. Rauville-la-Place
12. Reigneville-Bocage
13. Sainte-Colombe
14. Saint-Jacques-de-Néhou
15. Saint-Sauveur-le-Vicomte
16. Taillepied